# Diócesis de Rockville Centre
La diócesis de Rockville Centre (en latín: Dioecesis Petropolitana in Insula Longa y en inglés: Roman Catholic Diocese of Rockville Centre) es una circunscripción eclesiástica latina de la Iglesia católica en Estados Unidos, sufragánea de la arquidiócesis de Nueva York. La diócesis tiene al obispo John Oliver Barres como su ordinario desde el 9 de diciembre de 2016.

## Territorio y organización

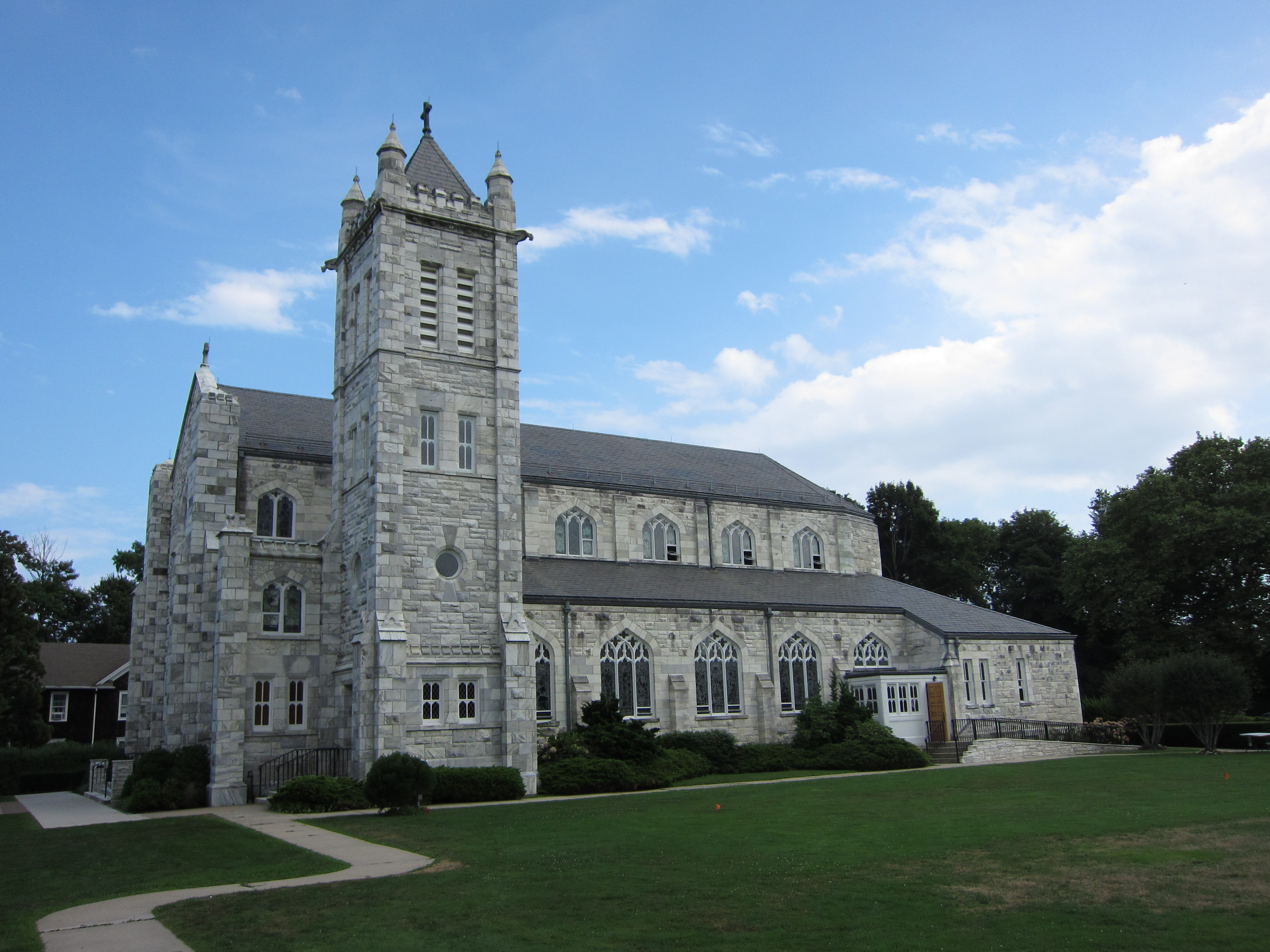
Basílica de los Sagrados Corazones de Jesús y María, en Southampton

La diócesis tiene 3103 km² y extiende su jurisdicción sobre los fieles católicos de rito latino residentes en el estado de Nueva York en los condados de Nassau y Suffolk en la isla de Long Island.
La sede de la diócesis se encuentra en la ciudad de Rockville Centre, en donde se halla la Catedral de Santa Inés. En Southampton se encuentra la basílica de los Sagrados Corazones de Jesús y María.
En 2020 en la diócesis existían 133 parroquias.
Se trata de la sexta diócesis católica con más católicos de los Estados Unidos.

## Historia
La diócesis fue erigida el 6 de abril de 1957 con la bula Dum hodierni del papa Pío XII, obteniendo el territorio de la diócesis de Brooklyn.
El 2 de abril de 1962, con la carta apostólica Fortis puellae, el papa Juan XXIII proclamó a santa Inés, virgen y mártir, como patrona principal de la diócesis.
En octubre de 2020 la diócesis se declaró en bancarrota al no poder hacer frente a las decenas de demandas por abusos sexuales a menores y después de haber compensado a más de 300 víctimas desde 2017. La caída de las colectas, a causa del cierre de las iglesias y los servicios religiosos debido a la COVID-19, aceleró la quiebra por lo que Rockville Centre se convertía en la mayor diócesis de la Iglesia católica en Estados Unidos en tomar esta acción por los referidos escándalos.

## Estadísticas
De acuerdo al Anuario Pontificio 2021 la diócesis tenía a fines de 2020 un total de 1 487 052 fieles bautizados.
| Año                                                                             | Población            | Población | Población      | Sacerdotes | Sacerdotes    | Sacerdotes    | Bautizados por sacerdote | Diáconos permanentes | Religiosos | Religiosos | Parroquias |
| Año                                                                             | Bautizados católicos | Total     | % de católicos | Total      | Clero secular | Clero regular | Bautizados por sacerdote | Diáconos permanentes | Varones    | Mujeres    | Parroquias |
| ------------------------------------------------------------------------------- | -------------------- | --------- | -------------- | ---------- | ------------- | ------------- | ------------------------ | -------------------- | ---------- | ---------- | ---------- |
| 1966                                                                            | 837 113              | 2 308 530 | 36.3           | 481        | 450           | 31            | 1740                     |                      | 118        | 2420       | 123        |
| 1970                                                                            | 926 397              | 2 504 941 | 37.0           | 582        | 544           | 38            | 1591                     |                      | 172        | 2578       | 125        |
| 1976                                                                            | 1 017 837            | 2 739 298 | 37.2           | 617        | 455           | 162           | 1649                     |                      | 283        | 2213       | 130        |
| 1980                                                                            | 1 040 571            | 2 787 258 | 37.3           | 627        | 505           | 122           | 1659                     | 50                   | 255        | 2119       | 129        |
| 1990                                                                            | 1 346 075            | 2 721 274 | 49.5           | 573        | 480           | 93            | 2349                     | 165                  | 199        | 1768       | 133        |
| 1999                                                                            | 1 359 432            | 2 907 955 | 46.7           | 517        | 441           | 76            | 2629                     | 194                  | 99         | 1488       | 134        |
| 2000                                                                            | 1 404 361            | 3 008 203 | 46.7           | 525        | 451           | 74            | 2674                     | 219                  | 171        | 1433       | 134        |
| 2001                                                                            | 1 548 623            | 2 978 121 | 52.0           | 505        | 440           | 65            | 3066                     | 231                  | 165        | 1336       | 134        |
| 2002                                                                            | 1 560 456            | 2 829 635 | 55.1           | 532        | 458           | 74            | 2933                     | 233                  | 168        | 1359       | 134        |
| 2003                                                                            | 1 488 159            | 2 781 159 | 53.5           | 515        | 446           | 69            | 2889                     | 240                  | 163        | 1333       | 134        |
| 2004                                                                            | 1 428 563            | 2 753 913 | 51.9           | 541        | 477           | 64            | 2640                     | 249                  | 160        | 1327       | 134        |
| 2010                                                                            | 1 518 789            | 3 526 874 | 43.1           | 446        | 408           | 38            | 3405                     | 262                  | 122        | 1136       | 133        |
| 2014                                                                            | 1 764 000            | 3 581 000 | 49.3           | 386        | 329           | 57            | 4569                     | 298                  | 125        | 1026       | 133        |
| 2017                                                                            | 1 796 000            | 3 659 000 | 49.1           | 478        | 433           | 45            | 3757                     | 288                  | 109        | 908        | 133        |
| 2020                                                                            | 1 487 052            | 2 898 000 | 51.3           | 439        | 388           | 51            | 3387                     | 266                  | 110        | 736        | 133        |
| Fuente: Catholic-Hierarchy, que a su vez toma los datos del Anuario Pontificio. |                      |           |                |            |               |               |                          |                      |            |            |            |

### Escuelas elementales
- Holy Trinity Diocesan High School, Hicksville
- Bishop McGann-Mercy Diocesan High School, Riverhead
- St. John the Baptist Diocesan High School, West Islip

## Episcopologio
- Walter Philip Kellenberg † (16 de abril de 1957-3 de mayo de 1976 retirado)
- John Raymond McGann † (3 de mayo de 1976-4 de enero de 2000 retirado)
- James Thomas McHugh † (4 de enero de 2000 por sucesión-10 diciembre de 2000 falleció)
- William Francis Murphy (26 de junio de 2001-9 diciembre de 2016 retirado)
- John Oliver Barres, desde el 9 diciembre de 2016